# Mistrzostwa ZSRR w piłce siatkowej mężczyzn
Mistrzostwa ZSRR w piłce siatkowej mężczyzn, odbywały się cyklicznie od roku 1933 do 1992. W sezonach 1933-36, 1956, 1959, 1963 oraz 1967, mistrzostwa rozgrywano z zespołami z republik, regionów i miast Związku. W roku 1992 po rozpadzie Związku Sowieckiego, liga przestała istnieć.

## Zwycięzcy w poszczególnych latach
| - 1933: Moskwa - 1934: Moskwa - 1935: Moskwa - 1936: Moskwa - 1938: Spartak Leningrad - 1939: Spartak Leningrad - 1940: Spartak Moskwa - 1945: Dinamo Moskwa - 1946: Dinamo Moskwa - 1947: Dinamo Moskwa - 1948: Dinamo Moskwa - 1949: CSKA Moskwa - 1950: CSKA Moskwa - 1951: Dinamo Moskwa - 1952: WWS MWO Moskwa - 1953: CSKA Moskwa - 1954: CSKA Moskwa - 1955: CSKA Moskwa - 1956: Ukraina - 1957: Spartak Leningrad | - 1958: CSKA Moskwa - 1959: Leningrad - 1960: CSKA Moskwa - 1962: CSKA Moskwa - 1963: Moskwa - 1965: CSKA Moskwa - 1966: CSKA Moskwa - 1967: Ukraina - 1968: Kalev Tallin - 1969: Buriewiestnik Ałma-Ata - 1970: CSKA Moskwa - 1971: CSKA Moskwa - 1972: CSKA Moskwa - 1973: CSKA Moskwa - 1974: CSKA Moskwa - 1975: CSKA Moskwa - 1976: CSKA Moskwa - 1977: CSKA Moskwa | - 1978: CSKA Moskwa - 1979: CSKA Moskwa - 1980: CSKA Moskwa - 1981: CSKA Moskwa - 1982: CSKA Moskwa - 1983: CSKA Moskwa - 1984: Radiotechnik Ryga - 1985: CSKA Moskwa - 1986: CSKA Moskwa - 1987: CSKA Moskwa - 1988: CSKA Moskwa - 1989: CSKA Moskwa - 1990: CSKA Moskwa - 1991: CSKA Moskwa - 1992: Szachtar Donieck |